# Де Арриба, Альваро
Альваро де Арриба Лопес (исп. Álvaro de Arriba López; род. 2 июня 1994, Саламанка, Испания) — испанский легкоатлет, специализирующийся в беге на 800 метров. Бронзовый призёр чемпионата Европы в помещении 2017 года. Чемпион Испании. Участник летних Олимпийских игр 2016 года.

## Биография
Начал заниматься лёгкой атлетикой в 10 лет в городе Ла-Фуэнте-де-Сан-Эстебан, куда переехал вместе с родителями из родной Саламанки. Под руководством Хуана Карлоса Фуэнтеса ему удалось стать одним из сильнейших бегунов страны на 800 метров.
Дебютировал за сборную на международной арене в 2013 году, когда пробился в полуфинал юниорского чемпионата Европы.
Серьёзного прогресса добился в 2016 году: вышел в финал чемпионата Европы в беге на 800 метров, впервые в карьере стал чемпионом страны, а также улучшил личный рекорд на 1,5 секунды, благодаря чему выполнил олимпийский норматив. На Играх в Рио-де-Жанейро проиграл всего 0,05 секунды в борьбе за выход в полуфинал и завершил соревнования на стадии предварительных забегов.
Выиграл бронзовую медаль чемпионата Европы в помещении 2017 года, обойдя в борьбе за третье место соотечественника Даниэля Андухара.
На чемпионате мира 2017 года закончил свои выступления в полуфинале, показав 16-е время по итогам всех забегов.

## Основные результаты
| Год  | Турнир                          | Место проведения         | Дисциплина | Место       | Результат |
| ---- | ------------------------------- | ------------------------ | ---------- | ----------- | --------- |
| 2013 | Чемпионат Европы среди юниоров  | Риети, Италия            | 800 м      | 9-е (1/2)   | 1.50,97   |
| 2015 | Чемпионат Европы среди молодёжи | Таллин, Эстония          | 800 м      | 14-е (1/2)  | 1.50,37   |
| 2016 | Чемпионат мира в помещении      | Портленд, США            | 800 м      | 13-е (заб.) | 1.52,60   |
| 2016 | Чемпионат Европы                | Амстердам, Нидерланды    | 800 м      | 7-е         | 1.47,58   |
| 2016 | Олимпийские игры                | Рио-де-Жанейро, Бразилия | 800 м      | 20-е (заб.) | 1.46,86   |
| 2017 | Чемпионат Европы в помещении    | Белград, Сербия          | 800 м      | 3-е         | 1.49,68   |
| 2017 | Командный чемпионат Европы      | Лилль, Франция           | 800 м      | 6-е         | 1.48,54   |
| 2017 | Чемпионат мира                  | Лондон, Великобритания   | 800 м      | 16-е (1/2)  | 1.46,64   |